# Мусіївка (Житомирський район)
Мусі́ївка — село в Україні, у Житомирському районі Житомирської області. Населення становить 16 осіб.

## Історія
Колишні назви Мосіївка, Мойсіївка. У 1906 році село Пулинської волості Житомирського повіту Волинської губернії. Відстань від повітового міста 20 верст, від волості 16. Дворів 26, мешканців 184.